# Chlorophorus kanoi
Chlorophorus kanoi är en skalbaggsart som beskrevs av Hayashi 1963. Chlorophorus kanoi ingår i släktet Chlorophorus och familjen långhorningar. Inga underarter finns listade i Catalogue of Life.